# アラビアンクリスタル
『ARABIAN CRYSTAL 〜WingFantasia2〜』（アラビアンクリスタル・ウイングファンタジア2）は、コナミデジタルエンタテインメントのメダルゲーム。2004年に登場した『ウィングファンタジア』の続編として2005年に稼動開始。プッシャータイプのメダルゲームでは初のインターネット通信対戦「e-AMUSEMENT」への対応、他作品とのコラボレーションでさまざまな楽しみ方を提案している。
筐体は『ウィングファンタジア』同様、メダルゲーム部分の「ステーション」（L・Rの2種のボタンがついている）とメイン画面と呼ばれる50インチディスプレイ（リアプロジェクションテレビ）およびルーレット抽選器で構成され、ステーションは2人分が1台で最高8台（=16人分）まで接続できる。
筐体自体はほぼ『ウィングファンタジア』を流用している（ロゴ部分には上からこの作品のロゴを立てて対応している）。

## キャラクター
- シバ - 冒険の旅に出た少年。スロットは1の絵柄。イメージカラーは緑。
- コヨーテ - 義賊団のボス。失った左目を取り戻すために旅に出た。スロットは2の絵柄。イメージカラーは青。
- ラサ - シバの幼なじみの女の子。踊り子見習い。歳はシバより2つ年上。旅に出るシバを心配してついていった。スロットは3の絵柄。イメージカラーは橙。
- ザッシュ - コヨーテの手下。自称No.2。1人で旅をしようとしたコヨーテを引き止め半ば強引に説得し、ついていった。スロットは4の絵柄。イメージカラーは灰。唯一前作の『ウィングファンタジア』から継承されたキャラクター。
- テリア姫 - このゲームの舞台となる王国のお姫様。大砲を撃つのが大好き。スロットは5の絵柄。イメージカラーは紫。
- 魔人デーン - 人工魔人。シバたちの召使い的存在。テリア姫を忠誠に従っている。スロットは6の絵柄。イメージカラーはエメラルド。
- 旅の占い師 - 謎の存在。ある条件が満たすとドラゴンに変身する。スロットは7の絵柄。イメージカラーは赤。
- パグ爺 - 行商人。蛇も操ることもできる。スロットは8の絵柄。イメージカラーは黄。

### コラボレーション
『アラビアンクリスタル』ではコナミの他のアーケードゲームとのコラボレーションが行われ、ゲストとして以下の作品が登場する。
- ファンタジックフィーバー - ピエロ君、マーチ（魔法少女）、モンキー君（猿）、タンゴ（猫）。
- ポップンミュージック - ニャミ、ミミ、パピルス、ツースト。
- クイズマジックアカデミー - アメリア先生とユリ。

また、PlayStation 2版『ポップンミュージック13 カーニバル』には『アラビアンクリスタル』のBGMメドレーが隠し曲として収録され、担当キャラクターとしてラサが登場、そのアニメーション中でザッシュなど他のキャラクターも一緒にゲスト出演している。

先んじて本作でポップンシリーズとのコラボが実現していたことに加え、本作のキャラクターデザイナーである「イモムシ」が過去に家庭用『ポップンミュージック』のデザイナーを務めていた縁から実現した。ポップン版のキャラクターデザイン及びアニメ指定もイモムシ本人が手掛けている。。

## 基本的な遊び方
遊技台（ステーション）に2箇所ある投入口のいずれかからメダルを投入すると、上のメダル溜まりに落下し、前後方向のプッシャーによって奥へ押し込まれる。押し込まれたメダルはその下にある中段のプッシャーを経て下のメダル溜まりに落ち、そこであふれたメダルが押し出されて払い出される。
上のメダル溜まりからメダルが落ちる際に、左右方向に動く2箇所あるチェッカーのいずれかにメダルが入ると、ステーションの液晶ディスプレイに表示されているスロットマシンが作動する。メダルを続けて投入してチェッカーに落とし続けることで保留させることができ、保留が7枚以上の場合はSJP、BB獲得時の払い出し枚数が＋100枚、クリスタルゲームダブルアップ成功時の払い出し枚数が＋50枚になる。なお、スロットは3列ある。
- 222 444 666 888

メダル約20枚払い出し（確変は終了する）
- 111 333 555

メダル約20枚払い出し＋確率変動
- 777

（ダイレクト）JACKPOT＋確率変動
- 「ブルークリスタル」「レッドクリスタル」

メダル約20枚払い出し＋揃った色のクリスタル10個獲得＋確率変動
- 「スゴロクステップ」（センター画面右側のルーレットを上下2分割した形状。中央列のみ）＝後述

絵柄が奇数またはクリスタルで揃えばスロットのトレジャースゴロクが当たりやすくなる確率変動モードに入り、続けて奇数およびクリスタルが当たれば連チャンになって確率変動が続くが、その後偶数で当たると確率変動モードは終了する。7で揃えばJACKPOTでメダルが大量に払い出され、確変モードが起動する。

### クリスタル
スロットで3列が同じ色（赤または青）のクリスタルで揃うと、その色のクリスタル10個をボーナスとして獲得したり、トレジャースゴロクで拾える。獲得したクリスタルの数はステーション画面下部に表示され、最高99個まで蓄積できる。クリスタルゲームに参加することでボーナスとなる。

### スゴロクステップ
後述するトレジャースゴロクの挑戦権獲得に必要な絵柄。メイン画面右側のルーレットを上下2分割した絵柄で、ステーションのスロットが止まったときに絵柄が揃わなくても、中央列にスゴロクステップが現れた場合は絵柄の上下関係なく画面下部のゲージに蓄積され、7つ集まるとトレジャースゴロクに挑戦できる。その間にスゴロクステップの絵柄が上下同時に表示されて止まった場合は「ダイレクトトレジャースゴロク」となってそのままトレジャースゴロクに挑戦できるので、ステップに加算されない。

### JACKPOTステップ
店の設定によって異なるが、JPシステムが付いており、前作のように、通常絵柄か確変絵柄、クリスタル絵柄が1回揃うと1ステップ進む（777はダイレクトJPなので、ステップはそのまま）。7ステップまで行くとJPとなり、JPテーブルが倒れ、JPテーブルに乗っているメダルが払い出され、空になったJPテーブルには100枚が船から払い出される。その際、通常なら船から払い出されるメダルはそのままJPテーブルに載せられるが、勢い余ってメダルがJPテーブルから落ちることもある。また、JPの際に落とされるメダルがチェッカーを通過した際に貯まるスロットのストックは有効であり、船から払い出された際に勢い余って落ちたメダルがチェッカーを通過した際もスロットのストックは有効となる。

### リーチ
ランプリーチ
ランプの口から、煙と一緒に数字が飛び出してくる。当たり絵柄とハズレ絵柄が交互する場面で10回以上交互に変われば当確である。
10回以上交互になってハズレになった場合は、ランプのふたが開いてあたりの絵柄が出てくる。
占いリーチ
占い師が5枚のカードから選ぶ。プレイヤーの操作は不要。最低でも2枚は当りがあり5枚すべて当りカードの場合もある。カードのパターンおよび判定は以下の通り。
当たり2枚（バラ）→ハズレ確定
当たり2枚（連続）→ハズレ絵柄を焼き消すが、大抵当たらない。
当たり3枚（連続）→ハズレ絵柄を焼き消し、大抵当たる。
当たり4枚→大抵当たらない。
5枚すべて当たり→当確。
ダブルリーチで当確の場合は、3枚ある絵柄に当たる。
魔人リーチ
1つ前に絵柄掴むときに、最低1度ためらうと当確。
逆にためらわずに次々とつぶしていくとハズレ確定。
稀に一発で当り絵柄を掴むパターンあり。
砲撃リーチ
『ウィングファンタジア』から継承。今回は気球に乗ったコヨーテが絵柄を撃って当てる。ボタンを押すと弾を発射する。
目押しが可能だが、機械側が当てたくない場合は前後にすべる。
1回目に失敗した場合も、その後図柄が3回振動した場合は、回転がスローになり再始動、ほぼ確実に当てることが可能。ただし、上記のすべりが発生した場合はスローにならずにそのまま終了する。
ハズレ図柄に関しては目押ししてもすべらないため真ん中のリールの特徴とリーチのラインの場所の結果によってはスゴロクステップを獲得することがある。
押し出しリーチ
下段ラインでリーチがかかり、ハズレたときに発生。
ハズレ目がブランク、またクリスタルでのリーチの場合は発生しない。
当たり数字に変った後、ハズレ数字が降って来たらハズレ確定。
『ウィングファンタジア』のキャラクターが混ざっていれば信頼度アップ。
じゃんけん一発勝負
盗賊とラサがじゃんけんをする。ボタンで手を選び、じゃんけんで勝つと絵柄が揃う。
スネークリーチ
ボタンを連打して壺を叩く。3匹いる蛇のうち中央の蛇が絵柄を出す。
中央の蛇が青色だった場合は、きちんと操作を行えば確実に当たる。
脱出リーチ
絵柄に追われるシバまたはザッシュをボタンを連打して走らせて洞窟の外へ脱出させる。
一度押しつぶされても、コヨーテの投げナイフによる復活もある。
開けゴマリーチ
左右の扉を選んで奥に進むミニゲーム。3回クリアすると絵柄が揃う。輝いている赤の扉を選ぶと確実に先へ進める。
1ラインリーチ時にはシバ、2ラインリーチ時にはラサが登場する。また2ラインリーチの時は2回クリアすれば3回目は当たり数字の選択となるため当たり確定となる。
シバまたはラサが扉を選ぶ。扉を選んで開ける時のセリフは、シバ、ラサ共に「開け〜…ゴマ!!」となっている。
失敗しても、ドクロが絵柄をはくこともある。
シャッフルリーチ
4枚の絵柄カードをシャッフルして当たり絵柄である1枚を選択するリーチ。
機械によるまやかしなどが無いため、落ち着いて行えば確実に獲得できる。
ファンタジックフィーバーリーチ
同会社制作のメダルゲーム『ファンタジックフィーバー』とのコラボレーション。モンキー君とタンゴが綱引きする。好きな方を選んでボタンを連打して応援し、勝つと絵柄が揃う。
ポップンリーチ
同会社制作のビデオゲーム『pop'n music』とのコラボレーション。ターバンを巻いたミミとニャミが登場して絵柄が揃うのを見守る。プレイヤーの操作は不要。確変以上の絵柄が必ず揃う。
QMAリーチ
同会社制作のビデオゲーム『クイズマジックアカデミー』とのコラボレーション。アメリア先生が絵柄を叩いて揃えるのをユリが見守る。プレイヤーの操作は不要。

## トレジャースゴロク
『ウィングファンタジア』から継承された機能。ステーションのスロットでスゴロクステップが7個集まるかダイレクトトレジャースゴロクを当てると、メイン画面でプレイするトレジャースゴロクに挑戦する。プレイヤーの駒は気球で表示され、各ステーションごとに色分けされているほか、ステーション番号が表示され、スゴロクの進行中は該当するステーション前方の回転灯が点灯する。
ルーレット
1から8までの数字があり、ステーションのボタンを押すとルーレットの上の穴からボールが発射される。ボールが下の穴に入るとルーレットが止まり、下の穴で止まった数字が適用される。この数字がスゴロクのサイコロ（ダイス）になるだけでなく、後述するクリスタルゲームやボーナスゲームなどでも使われる。
マップ
マップは店側の設定によって、3種類のマップが存在するが、ここではもっとも一般的なマップについて解説する。
通常ゾーン
マップの外周を指す。スタート / ゴールの設定はなく、エンドレスで周回できる。2箇所のWARP（ワープ）マスが高確率ゾーンへの入口となっているほか、各マスにはさまざまなボーナス条件が揃っている。
高確率ゾーン
マップの内側のコースでを指す。通常ゾーンに2箇所あるWARPマスに止まると高確率ゾーンのスタート地点へ飛ばされ、そこからゴールのBIG BONUS（ビッグボーナス）を目指してスゴロクを進めていく。ただしゴールに近いにもかかわらずルーレットでBIG BONUS到達に必要なマスの数以上が出た場合は余った分のマスを戻され、BIG BONUSにたどり着いてボーナスを獲得するか、途中でもOUT（アウト）のマスで止まった場合は通常ゾーンのWARPマスに戻される。この場合も払い出しが行われる。
各マスのボーナス
WIN
ここに止まると表示された数のメダルが払い出される。通常ゾーンでは25枚、高確率ゾーンでは50枚。
ミニゲーム
ステーション画面に戻り、自動で選択されるゲームをプレイすることでボーナスが得られる（後述）。
カードボーナス
ステーション画面で二者択一でカードを選び、引き当てたカードのボーナスを得られる。カードは6種類で、WIN（25枚と50枚）、クリスタル10個（赤または青）、ミニゲーム、JACKPOT。
マップカードボーナス (MAP CARD)
センター画面でカードを選ぶ。規定数のメダル払い出し、JACKPOTのほか、ルーレットボーナス（ルーレットで止めた数に25を乗じた数のメダル払い出し）、クリスタルゲーム、他のプレイヤーと楽しめるパーティーゲーム、さらに他店とのオンライン対戦による女神争奪ゲームも選べるようになっている。
スーパージャックポット(SUPER JACKPOTSJP)チャンス
通常ゾーンの右上と左下に配置され、ここに止まるとSUPER JACKPOT CHANCEに挑戦できる。ルーレットで1を当てると表示された数（通常は800枚以上）のメダルが払い出される。また、スゴロク開始前までにスロット保留が7以上あれば＋100枚。対角の5を当てると300枚、それ以外だと100枚が払い出される。SJP払い出し中は大量の金貨で埋め尽くされた街でシバ、ラサ、コヨーテ、ザッシュの動く姿が見られる。
ビッグボーナス(BIG BONUSBB)チャンス
高確率ゾーンの終点に設置され、ここもルーレットで1を当てることで表示された数のメダル（通常は2500枚）が払い出される。また、スゴロク開始前までにスロット保留が7以上あれば＋100枚。対角の5を当てると500枚、それ以外だと150枚が払い出される。ここにたどり着くと通常ゾーンのWARPマスに戻る。BB払い出し中は描き下ろしのイラストが見られる。
その他のマップ
- SJPが無く、高配当ゾーンにクリスタルゲームのDXバージョン（後述のゲームに最初から×2倍が設定される、事実上このマップのBBチャンス）が存在するマップ。
- 1周が短く、SJPチャンスやクリスタルゲームに入りやすいマップ（高配当ゾーンは存在しない）。

### クリスタルゲーム
ステーションのスロット（クリスタルWIN）、トレジャースゴロクで通過したマス、ミニゲームで獲得したクリスタルは、クリスタルゲームに参加することでボーナスとなる。マップで通常ゾーンにある赤（左上）・青（右下）いずれかのクリスタルゲームのマスで止まるか、高確率ゾーンのマップカードボーナスで引き当てることでその色のクリスタルゲームに参加できる。クリスタルゲームでは獲得したクリスタルの数×ルーレットが止まった数字の合計枚数のメダルが払い出される（最大8倍）。
ルーレットが止まって払い出し枚数が決まるとそのまま払い出すこともできるが、ボーナスが2倍に増えるダブルアップチャンスに挑戦することも可能で、奇数で止めると成功で、払い出し枚数が2倍になる。また、スゴロク開始前までにスロット保留が７以上あれば＋50枚。なお、上限枚数は、クリスタル蓄積の上限(99)×1回目のルーレットの最高値(8)×ダブルアップ成功（2回目のルーレットを奇数で止める）が条件で1584枚（スゴロク開始前までにスロット保留が7以上あればさらに50枚追加で1634枚）が払い出される（DXバージョンでは最初からWINが2倍されるため、その倍の3218枚）。ただしダブルアップ時にルーレットが偶数で止まると失敗で、払い出しは0枚になる。
なお、クリスタルゲームが終了するとダブルアップの結果にかかわらず、クリスタルの数は初期値（25個）に戻され、もう一方の色のクリスタルはボーナスとして5個が加算される（店舗ごとにクリスタルの初期値は違う）。
また、SJPチャンスやBBチャンス、クリスタルゲームで払い出し枚数が300枚を越えると【300 OVER】となり、JPと同等の払い出しになる（右下には残り払い出し枚数が表示される）。

### ミニゲーム
トレジャースゴロクでミニゲームのマスに止まった場合、またはカードボーナスに止まりミニゲームのカードを引き当てるとステーションの画面でプレイできる。どのゲームをプレイするかは自動的に選択され、大別すると次のようになる。
ボタン操作だけでプレイできるもの
ラッキースロット
画面に表示されるスロットマシンをボタンで止め、止まった絵柄のボーナス（JACKPOTを含むメダルおよびクリスタル）を獲得する。ゲームオーバーで止まるまで何回でもできる。ラサが登場する。
砲撃バトル
コンピュータの敵とテリア姫が1対1で大砲を撃ち合う。2つのボタンでテリア姫側の発射角度を3段階から選び、一定間隔で弾を発射、命中すればライフが1つ減る。プレイヤーまたは敵どちらかのライフが0になるまで対決する。自分のライフを一つも減らさずに倒せた場合はレッドクリスタルも獲得できる。
常に相手方よりも1秒早く発射されるため、落ち着いて行えば、確実に勝つことは可能である。
ぎりぎりストップ
画面に表示されるストップウオッチを9秒台で止める。小数点以下がゾロ目で止まった場合（例：9秒99）はレッドクリスタルも獲得できる。
ゾロ目ボーナスは9秒台でなくとも、適用される。
お宝キャッチャー
L/Rボタンで籠を持ったシバを左右に動かし、画面上部から落ちてくるボーナス（メダルおよびクリスタル）を拾う。
メダル投入が必要で、時間制限のあるもの
モンスターをやっつけろ
画面に登場するモンスターと戦う。メダルを投入するとコヨーテがナイフを投げて攻撃、モンスターを倒すとボーナスが払い出される。最後のボス敵を制限時間内に倒してクリアすればJACKPOT。
どっちのお宝？
2種類の宝箱が画面に表示される。ボタンを連打すると押した側の宝箱が開き、一定時間になると閉まる。宝箱が開いている間にメダルを投入すると表示された倍数のメダルが払い出される。
他作品とのコラボレーションもの
ポップンミュージック・ミニ
L/Rボタンで『ポップンミュージック』をプレイする。楽曲は本作オリジナル曲かポップン収録曲の「ファンタジー」。成績に応じてメダルの他にレッドクリスタルを獲得できる。
クイズマジックアカデミー・ミニ
択一制のキャラクター当てクイズ（記憶クイズ）が出題される。正解数に応じて払い出されるメダルの数が積み増しされるほか、正解数が多ければレッドクリスタルを獲得できる。

## パーティーゲーム
高確率ゾーンでマップカードボーナスに止まり、このカードを引き当てるとミニゲームをプレイ中のステーションを除いてプレイ中の全てのステーションが参加対象となる。後述するオンライン対決でもパーティーゲームが使われるが、どのゲームで対戦するかはランダムで選択される。
また、オンライン対戦では、パラシュートレースは行われない。
みんなでクイズゲーム
二者択一で設問に答える。
パラシュートレース
メダルを投入して、落下するキャラクターのパラシュートを開ける。
なお、途中にクリスタルがあり、かつ止めるスピードと払い出しには連携が無いため、ギリギリで止めた方が多くのクリスタルを獲得できる。
ルーレット当て
ルーレットを2回回して、どの範囲で止まるかを予想する。
「1・2・3」「3・4・5」「7・8・1」のように連続した3つの範囲を予想する。1球目と2球目で範囲の変更はできない。

## オンライン対決
e-AMUSEMET導入で登場した新機能で、アラビアンクリスタルを設置している他の店と最大10店舗がパーティーゲームで対戦する。無作為に呼び出されるほか、高確率ゾーンでマップカードボーナスに止まり、女神争奪カードを引き当てるとオンライン対戦を申し込むことができる。こちらもミニゲームをプレイ中のステーションは参加できない。ゲームの内容は無作為に選ばれる。
みんなでクイズゲーム
二者択一で設問に答え、各店の平均点を競う。早く正解のボタンを押した方が高得点。
ルーレット当て（マップカードからのみ）
ルーレットを2回回して、どの範囲で止まるかを予想する。
みんなでバナナキャッチ
各ステーションでプレイする。要領はお宝キャッチャーと同じで、落ちてくるバナナを多く拾うことが目標。平均点が多い店が勝ち。
オンライン対戦が終了し、各店の成績が集計・発表されると上位2店に女神が降臨、一定時間（30分）マップ上のクリスタルが増補されるほか、手持ちのクリスタルが増えることがある（1位はレッド、2位はブルークリスタルが増補される場合が多い）。